# Ally Financial
Ally Financial eller Ally er en amerikansk bank med hovedkvarter i Detroit, Michigan. De udbyder en række bankprodukter, hvoraf flere er målrettet bilfinansiering. Der er ca. 11.600 ansatte. Selskabet blev etableret i 1919 af General Motors (GM) som General Motors Acceptance Corporation (GMAC) for at udbyde finansiering til bilkøbere.